# Carissa Moore
Carissa Kainani Moore (Honolulu, 27 agosto 1992) è una surfista statunitense.
È diventata campionessa mondiale della sezione femminile dell'ASP World Tour nel 2011, 2013, 2014 e 2019 nella specialità shortboard.
Moore ha vinto anche 6 tappe del campionato, e detiene il record di 11 titoli nazionali di surf conquistati.